# Jack Miller (politikus)
Jack Miller (Chicago, 1916. június 6. – Temple Terrace, 1994. augusztus 29.) az Amerikai Egyesült Államok szenátora (Iowa, 1961–1973).